# Danh sách công ty sản xuất phim Trung Quốc trước năm 1949
Dưới đây là danh sách các công ty sản xuất phim tiêu biểu từ Trung Quốc đại lục (bao gồm cả Hồng Kông) trước cuộc cách mạng cộng sản năm 1949.

## D
- Dadi Film Company- (Great Earth), đơn vị chế tác của Hồng Kông hoạt động từ 1939-1940 chuyên chú trọng vào các bộ phim tiếng Quan thoại, do Thái Sở Sinh và Tư Đồ Tuệ Mẫn sáng lập
- Dazhonghua
- Dazhonghua Baihe Film Company
- Công ty Phim ảnh Dân Tân

## Đ
- Công ty Phim ảnh Đại Đồng
- Công ty Phim ảnh Điện Thông

## G
- Guohua Productions

## H
- Huamei Film Company

## K
- Kunlun Film Company

## L
- Công ty Điện ảnh Liên Hoa

## M
- Hiệp hội Chiếu bóng Mãn Châu
- Công ty Điện ảnh Minh Tinh

## N
- Northeast Film Studio

## S
- Shanghai Animation Film Studio
- Shanghai Yingxi

## T
- Tianyi Film Company
- Công ty Phim ảnh Trường Thành - Hoạt động vào những năm 1920

## W
- Wenhua Film Company

## X
- Xianggong Yingye
- Xibei Film Company
- Xin Shidai Film Company
- Xinhua Film Company- công ty điện ảnh cánh tả, hoạt động trong những năm 1930 và 1940

## Y
- Yihua Film Company- Hoạt động vào những năm 1930, sản xuất các bộ phim cánh tả
- Yiji Film Company

## Z
- Zhongyang- đơn vị chế tác nhỏ, hoạt động vào những năm 1930